# Prodecatoma bhatiai
Prodecatoma bhatiai är en stekelart som beskrevs av Mani och Kaul 1974. Prodecatoma bhatiai ingår i släktet Prodecatoma och familjen kragglanssteklar. Inga underarter finns listade i Catalogue of Life.